# Synagoga v Přešticích
Zaniklá synagoga v Přešticích stávala v dnešní Husově ulici v místech, kde je vchod do panelového domu č. p. 1049. Postavena byla v roce 1913 v novorománském slohu a židovské obci sloužila do roku 1974, kdy musela ustoupit bytové zástavbě.

## Historie židovské obce
O počátcích židovského osídlení v Přešticích a okolních obcích se mnoho písemných pramenů nezachovalo, pravděpodobně však tak bylo již na počátku 17. století. V Přešticích upomíná na židovské osídlení někdejší Židovská ulice (dnes Komenského) i název Židovský ostrov. Židovská náboženská obec tu vznikla roku 1893 a působila zde až do německé okupace v roce 1939. Podle údajů z posledního předválečného sčítání obyvatelstva v roce 1930 se k judaismu hlásilo 54 občanů, údaje přeštického rabinátu z roku 1933 uvádějí 80 občanů. Soužití zdejších Židů s českou křesťanskou majoritou bylo mírumilovné, nikdy nedocházelo k nenávisti proti Židům, ani rasové, ani náboženské. Židovské rodiny se zabývaly hlavně tradičním obchodem, později i zemědělstvím. Býval zde vždy židovský lékař a veterinář.
Židovské osídlení ve městě bylo ukončeno s německou nacistickou okupací, kdy bylo 23. listopadu 1942 deportováno do vyhlazovacích táborů 40 židovských občanů. Hrůzy těchto táborů přežili a osvobození se tak dočkali pouze tři lidé. Zahynuly celé rodiny Adlerova, Hanákova, Hartmannova, Kleinova, Kurandova, Orsteinova, Pickova, Roubíčkova, Šancerova a Weiglova, celkem 37 osob.

## Synagoga

### Historie
Dohledané prameny dokládají existenci židovské modlitebny po roce 1889 v tzv. Šancrovně, domu č. p. 103 na rohu dnešní Komenského ulice a Masarykova náměstí; byla zde pravděpodobně i mikve.
Výstavba synagogy byla zahájena 1. března 1913 a ještě téhož roku byla slavnostně zasvěcena vnesením tóry. Stalo se tak v neděli 7. září, 25 dní před svátkem Roš ha-šana. Touto slavností byla synagoga odevzdána k užívání Israelitské náboženské obci v Přešticích. Obřad vykonal jediný doložený přeštický rabín Leopold Singer (* 13. října 1852 v Přešticích, působil v obci 40 let). K synagoze patřila ještě patrová fara v Červenkově ulici č. p. 119. Oba objekty byly v zadním traktu průchozí.
Po druhé světové válce odkoupila židovskou synagogu Českobratrská církev evangelická, která tento objekt, jenž byl přejmenován na kostel M. Jana Husa, využívala k bohoslužbám v letech 1948 až 1974. Opuštěný židovský hřbitov zůstal uzavřen.

### Popis
Šlo o prostou, zděnou budovu řešenou v novorománském slohu. Z vybavení se zachovaly předměty, které jsou součástí sbírek Židovského muzea v Praze.

### Zánik

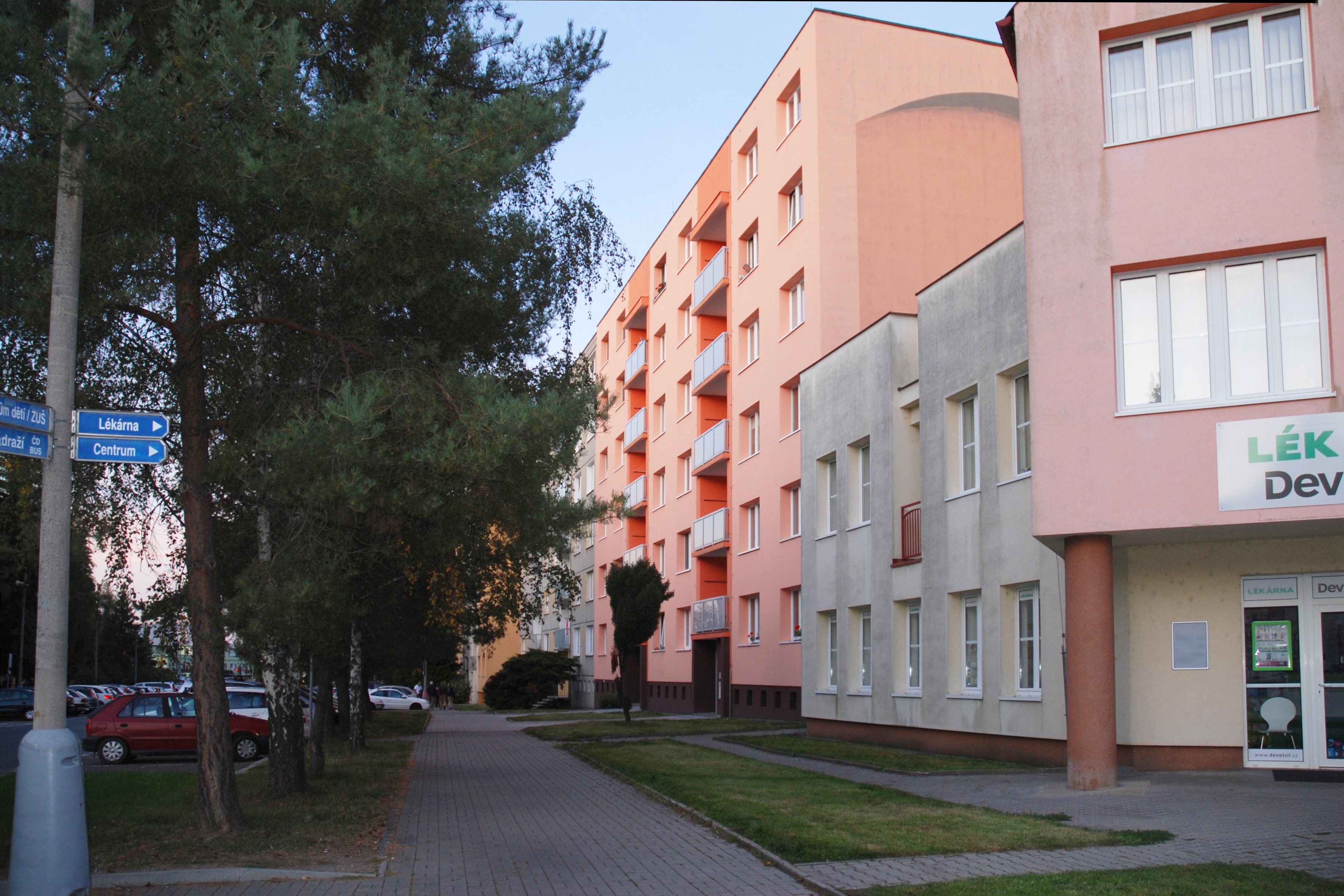
Místo zaniklé synagogy v Husově ulici

Synagoga byla společně se sousedním patrovým obecním domem židovské obce zbořena počátkem roku 1974, kdy musela ustoupit bytové zástavbě. Jediným viditelným pozůstatkem po přítomnosti Židů v obci Přeštice tak zůstal pouze hřbitov. Je nejmladší z osmi dochovaných židovských hřbitovů v okrese Plzeň-jih (založen 1907).